# Cantó de Frontenay-Rohan-Rohan
El cantó de Frontenay-Rohan-Rohan és un cantó francès del departament de Deux-Sèvres, situat al districte de Niort. Té 9 municipis i el cap és Frontenay Rohan-Rohan.

## Municipis
- Amuré
- Arçais
- Bessines
- Épannes
- Frontenay Rohan-Rohan
- Le Vanneau-Irleau
- Saint-Symphorien
- Sansais
- Vallans

## Història
| Data d'elecció                           | Identitat       | Partit                           | Qualitat |
| ---------------------------------------- | --------------- | -------------------------------- | -------- |
| 1945-1982                                | Roger Chatelain | UDSR, després rad. i després MRG |          |
| 1982-1988                                | Colette Lision  | RPR                              |          |
| 1988-1994                                | Claude Juin     | PS                               |          |
| 1994-                                    | Joël Misbert    | Divers gauche, després PS        |          |
| les dades anteriors no són pas conegudes |                 |                                  |          |
|                                          |                 |                                  |          |

## Demografia
| A partir de 1990: Població sense dobles comptes |